# 이흥주 (1890년)
이흥주(李興柱, 1890년 11월 26일 ~ 1936년 2월 29일 혹은 3월 22일)는 대한제국의 황족으로 일제강점기의 교육자였다. 연희전문학교, 경신학교, 진명여학교의 교원으로 재직했다. 경성부 사직동 출신

## 생애
경성부 사직동 262번지 출신이다. 아버지는 덕흥대원군가 사손 이해창이고, 생조부는 이경용, 양조부는 도정 증 경원군 이하전이다.
미국으로 유학, 네브라스카 대학 농과를 졸업하였다. 귀국 후, 연희전문학교 교원, 경신학교 교원, 세브란스전문학교 재단 이사, 진명여학교 교원 등으로 활동했다.
)
1936년 3월 22일 혹은 2월 29일 양주군 별내면 독송리(督松里 덕릉 선산에 참배하고 오던 길에 쥐잡는 약을 먹고 음독 자살하였다. 이유는 충남에 있던 토지를 판 돈 3천원을 어떤 사람에게 사기당했다 한다.
일설에는 숙부댁에서였다 한다. 바로 3월 26일 양주에서 장례식을 진행했다 한다.

## 가족 관계
- 부인 : 洪承嫄(1901년 - 1952년), 豊山人 洪祐晳의 長女
- 子: 愚成. 愚常 女: 愚命. 愚康